# La Chaussée-Tirancourt
La Chaussée-Tirancourt est une commune française située dans le département de la Somme en région Hauts-de-France.

## Géographie

### Localisation
La Chaussée-Tirancourt est un village picard de l'Amiénois.
Limitrophe d'Ailly-sur-Somme, la localité est située à 8 km au sud-est de Flixecourt, 12 km au nord-ouest d'Amiens et à 28 km au sud-est d'Abbeville à vol d'oiseau.
Le territoire de la commune est limitrophe de sept communes.  
Les communes limitrophes sont Vignacourt, Ailly-sur-Somme, Belloy-sur-Somme, Breilly, Picquigny, Saint-Sauveur et Saint-Vaast-en-Chaussée.

### Hydrographie

#### Réseau hydrographique
La commune est située dans le bassin Artois-Picardie. Elle est drainée par la Somme canalisée, l'Acon, le Tirancourt et un autre petit cours d'eau.
Le canal de la Somme, construit entre 1770 et 1827, et mis au gabarit Freycinet en 1880, est long 170 km. Il débute à Saint-Simon où il touche au canal de Saint-Quentin et débouche dans la baie de Somme.

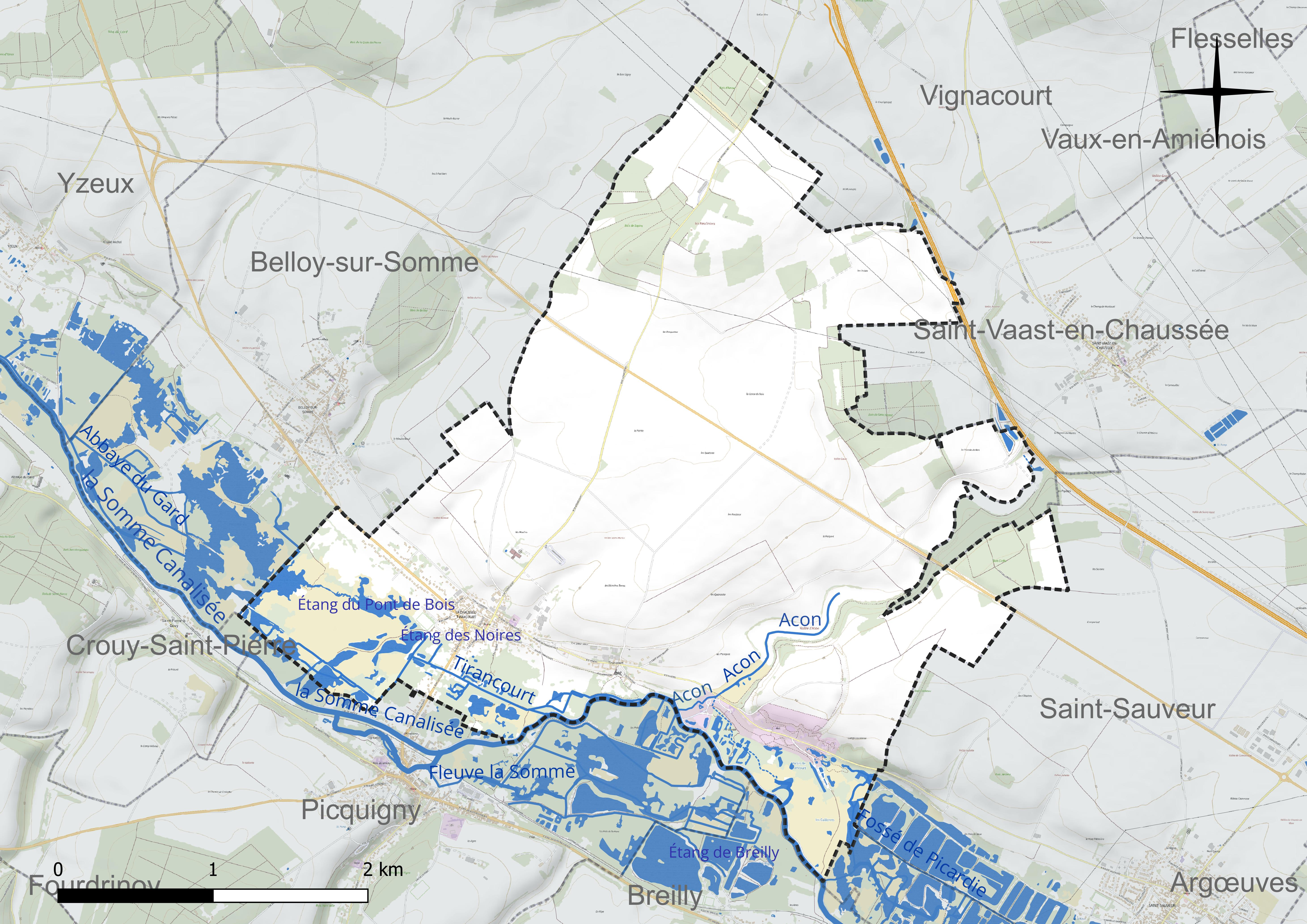
Réseau hydrographique de la Chaussée-Tirancourt.

Quatre plans d'eau complètent le réseau hydrographique : l'étang de la Hutte (3,3 ha), l'étang des Grises (0,9 ha), l'étang des Noires (2,4 ha) et l'étang du Pont de Bois (3 ha),.

#### Gestion et qualité des eaux
Le territoire communal est couvert par le schéma d'aménagement et de gestion des eaux (SAGE) « Somme aval et Cours d'eau côtiers ». Ce document de planification concerne un territoire de 1 835 km2 de superficie, délimité par le bassin versant de la Somme canalisée. Le périmètre a été arrêté le 29 avril 2010 et le SAGE proprement dit a été approuvé le 6 août 2019. La structure porteuse de l'élaboration et de la mise en œuvre est le syndicat mixte d'aménagement hydraulique du bassin versant de la Somme (AMEVA).
La qualité des cours d'eau peut être consultée sur un site dédié géré par les agences de l'eau et l'Agence française pour la biodiversité.

### Climat
Pour des articles plus généraux, voir Climat des Hauts-de-France et Climat de la Somme.
En 2010, le climat de la commune est de type climat océanique altéré, selon une étude du CNRS s'appuyant sur une série de données couvrant la période 1971-2000. En 2020, Météo-France publie une typologie des climats de la France métropolitaine dans laquelle la commune est exposée à un climat océanique et est dans la région climatique Côtes de la Manche orientale, caractérisée par un faible ensoleillement (1 550 h/an) ; forte humidité de l'air (plus de 20 h/jour avec humidité relative > 80 % en hiver), vents forts fréquents.
Pour la période 1971-2000, la température annuelle moyenne est de 10,6 °C, avec une amplitude thermique annuelle de 13,3 °C. Le cumul annuel moyen de précipitations est de 700 mm, avec 11,2 jours de précipitations en janvier et 8,2 jours en juillet. Pour la période 1991-2020, la température moyenne annuelle observée sur la station météorologique la plus proche, située sur la commune de Bernaville à 20 km à vol d'oiseau, est de 10,4 °C et le cumul annuel moyen de précipitations est de 877,3 mm,. Pour l'avenir, les paramètres climatiques de la commune estimés pour 2050 selon différents scénarios d'émission de gaz à effet de serre sont consultables sur un site dédié publié par Météo-France en novembre 2022.

## Urbanisme

### Typologie
Au 1er janvier 2024, La Chaussée-Tirancourt est catégorisée bourg rural, selon la nouvelle grille communale de densité à sept niveaux définie par l'Insee en 2022.
Elle est située hors unité urbaine. Par ailleurs la commune fait partie de l'aire d'attraction d'Amiens, dont elle est une commune de la couronne,. Cette aire, qui regroupe 369 communes, est catégorisée dans les aires de 200 000 à moins de 700 000 habitants,.

### Occupation des sols

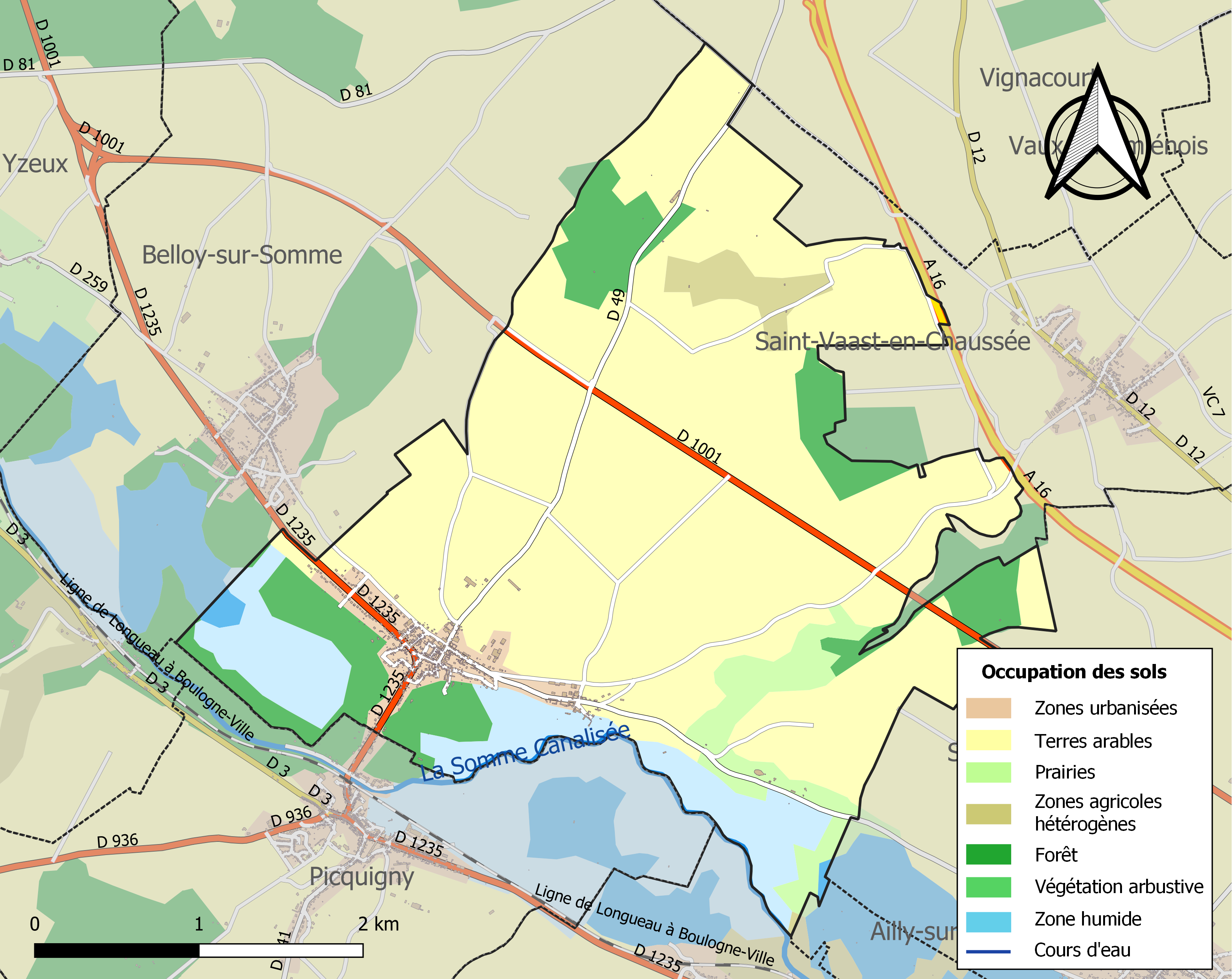
Carte des infrastructures et de l'occupation des sols de la commune en 2018 (CLC).

L'occupation des sols de la commune, telle qu'elle ressort de la base de données européenne d'occupation biophysique des sols Corine Land Cover (CLC), est marquée par l'importance des territoires agricoles (75,4 % en 2018), une proportion sensiblement équivalente à celle de 1990 (75,7 %). La répartition détaillée en 2018 est la suivante : terres arables (69 %), forêts (11,2 %), zones humides intérieures (9,2 %), prairies (4,4 %), zones urbanisées (3,8 %), zones agricoles hétérogènes (2 %), eaux continentales (0,4 %). L'évolution de l'occupation des sols de la commune et de ses infrastructures peut être observée sur les différentes représentations cartographiques du territoire : la carte de Cassini (XVIIIe siècle), la carte d'état-major (1820-1866) et les cartes ou photos aériennes de l'IGN pour la période actuelle (1950 à aujourd'hui).

### Habitat et logement
En 2020, le nombre total de logements dans la commune était de 304, alors qu'il était de 293 en 2015 et de 290 en 2010.
Parmi ces logements, 93,6 % étaient des résidences principales, 1,6 % des résidences secondaires et 4,8 % des logements vacants. Ces logements étaient pour 98,5 % d'entre eux des maisons individuelles et pour 0,3 % des appartements.
Le tableau ci-dessous présente la typologie des logements à la La Chaussée-Tirancourt en 2020 en comparaison avec celle de la Somme et de la France entière. Une caractéristique marquante du parc de logements est ainsi une proportion de résidences secondaires et logements occasionnels (1,6 %) inférieure à celle du département (8,4 %) et à celle de la France entière (9,7 %). Concernant le statut d'occupation de ces logements, 85,7 % des habitants de la commune sont propriétaires de leur logement (85,1 % en 2015), contre 60 % pour la Somme et 57,5 pour la France entière.
| Typologie                                               | La Chaussée-Tirancourt | Somme | France entière |
| ------------------------------------------------------- | ---------------------- | ----- | -------------- |
| Résidences principales (en %)                           | 93,6                   | 83,2  | 82,1           |
| Résidences secondaires et logements occasionnels (en %) | 1,6                    | 8,4   | 9,7            |
| Logements vacants (en %)                                | 4,8                    | 8,4   | 8,2            |

### Voies de communication et transports
La localité est desservie en 2023 par la ligne d'autocars no 28 (Saint-Léger - L'Étoile - Flixecourt - Amiens) du réseau inter-urbain Trans'80.

## Toponymie
Chaussée est attesté sous les formes Le Cauchie (1142.) ; Calceia (1174.) ; Calceia Pinconiensis (1209.) ; Calceia de Pinconio (1218.) ; Le Cauchie de Pinkeigny (1279.) ; La Chaucée de Piquigny (1296.) ; Calceya Pinkonii (1301.) ; Calcheya (1301.) ; La Cauchie de Pinquegny (1301.) ; La Cauchie de Picquegny (1561.) ; La Chaussée de Picquigny (1599.) ; Conchie (1634.) ; Canchie (1638.) ; Calcey près Picquigny (1648.) ; Calceis près Picquigny (1648.) ; La Chaussée de Pequigny (1680.) ; La Chaussée prez Pecquigny (1701.) ; La Chaussé (1710.) ; La Chaussée (1757.) ; La Chaussée-Tyrancourt (1801.) ; La Chaussée-lez-Picquigny (1781.) ; Lachaussée-Tirancourt (1850.) ; La Chaussée-Tirancourt.
Chaussée, un des premiers sens du mot est une « Levée de terre pour retenir l'eau d'une rivière ou d'un étang, pouvant servir de chemin de passage ». La Chaussée tire son nom du bas-latin calceata, évoquant une voie romaine.
Tirancourt, hameau de La Chaussée, attesté sous les formes Tirincurt en 1066 ; Terincort en 1198 ; Tirencourt en 1300 ; Thirencourt en 1432 ; Tiraucourt en 1733 ; Tyrancourt en 1801. Auguste Vincent, dans sa Toponymie de la France (1937), se référant à Ernst Förstemann, estime que le nom vient du germanique Tarro.

## Histoire

### Préhistoire

#### Mésolithique, le gisement mésolithique de La Chaussée-Tirancourt
Des fouilles archéologiques, réalisées en 1991, ont mis au jour des restes humains remontant à 8 000 ans. Ces ossements humains appartiennent à la période du mésolithique, période charnière entre le paléolithique et le néolithique. Les Calcéens de cette époque seraient les derniers chasseurs-cueilleurs ayant vécu dans la région.
À l'occasion de la découverte de pointes de flèches en silex dans la tourbe lors des travaux d'installation du jardin botanique du parc de Samara et de terrassements du parking, en 1988, à la confluence de la Somme et de l'Acon, le site mésolithique du Petit Marais a fait l'objet de fouilles de sauvetage qui ont été analysées dans le cadre de la thèse de Thierry Ducrocq.
Quelque 100 m2 sur plusieurs milliers couverts du site ont montré le caractère exceptionnel du gisement. La qualité et la richesse des niveaux archéologiques - la présence de sépultures - ont permis une reconstitution assez précise de l'environnement, du mode de vie des chasseurs-cueilleurs. Il y a environ 8 000 ans, les derniers chasseurs-cueilleurs régionaux parcouraient les forêts du Nord de la France.
Le campement de la Chaussée-Tirancourt livre le même type de vestiges mais diffère par une densité d'objets très importante, témoignage d'une occupation longue ou d'une succession de haltes. Le Petit Marais se singularise également par de nombreux restes d'oiseaux (canard colvert, buse variable…) et de poissons qui correspondent à une diversification des ressources alimentaires. De plus, une hémi-mandibule atteste la présence du chien près de 2 000 ans avant l'apparition des premiers herbivores domestiqués en Picardie par les Néolithiques. Plusieurs grandes fosses semblent liées à un rituel funéraire. Deux sépultures différentes ont été trouvées : les restes d'une incinération dispersés dans une petite fosse en cuvette et une inhumation secondaire où les os longs sont disposés horizontalement au fond d'une toute petite fosse, le crâne placé au-dessus et les os pairs furent disposés symétriquement, côtes et vertèbres furent placées près du bord de la fosse. Le mobilier funéraire initial comportait probablement une partie des centaines d'éléments de parures retrouvés dans toute la couche archéologique (objets percés : gastéropodes fossiles ou holocènes, coques et dents d'herbivores).

#### Néolithique, la sépulture mégalithique de la Chaussée-Tirancourt
Découverte en 1967, l'allée couverte consistait en une fosse de 15 m de long sur 3,50 m de large regroupait des ossements. Le plancher à 1,70 m du sol a été creusé dans la craie. Des dalles de grès délimitent l'espace funéraire de 11 m sur 3 m et deux blocs placés en travers marquent l'entrée. La fosse un peu plus large que l'allée couverte elle-même laissait ainsi une sorte de couloir périphérique.
La sépulture mégalithique de la Chaussée-Tirancourt appartenait à la civilisation de Seine-Oise-Marne (Néolithique final-Chalcolithique). Elle a livré les restes de quelque 400 individus. Stratigraphiquement, ces restes osseux se répartissent en sept sous-couches correspondant au total à une durée de quelques siècles. On a distingué des secteurs plus ou moins autonomes et, des cellules d'inhumation dites « cases » qui sont autant de petites sépultures collectives à l'intérieur de la grande.
Le couloir périphérique est resté fonctionnel pendant toute la durée de l'utilisation funéraire du monument mégalithique, et n'a été définitivement comblé qu'à la fin de celle-ci. Deux orthostates ont été extraits par les hommes de la Préhistoire avant le dépôt de la principale couche d'inhumation. Le système d'accès à la sépulture a été modifié au moins une fois et plusieurs incendies sont intervenus en cours d'utilisation. Enfin une couche charbonneuse et un lit régulier de plaquettes de grès éclaté ont été établis sur l'ensemble du monument.
Une reconstitution photographique de la sépulture est présentée au pavillon des expositions.

### Protohistoire

#### L'oppidum de La Chaussée-Tirancourt
Le territoire communal possède un site fortifié gaulois où des pièces de monnaie ont été trouvées
54 av. J.-C. Jules César, retour Bretagne (G-B) quartiers d'hiver et son conseil des Gaules (sources correspondance Cicéron + Trebatius légions - Amiens).
Samarobriva = « passage / pont sur la Somme »  camp César = commune Chaussée-Tirancourt..

### Époque contemporaine
Au début de la Seconde Guerre mondiale, le 20 mai 1940, lors de la bataille de France, les Allemands bombardent et mitraillent le village.
Une base de lancement de V1 est implantée dans la commune par l'occupant nazi. Comme celles de Villers-l'Hôpital, Berneuil et Vignacourt, elle entre dans le projet Manhattan et la mission Alsos.

## Politique et administration

### Rattachements administratifs et électoraux

#### Rattachements administratifs
La commune se trouve depuis 1926 dans l'arrondissement d'Amiens du département de la Somme.
Elle faisait partie depuis 1793 du canton de Picquigny. Dans le cadre du redécoupage cantonal de 2014 en France, cette circonscription administrative territoriale a disparu, et le canton n'est plus qu'une circonscription électorale.

#### Rattachements électoraux
Pour les élections départementales, la commune fait partie depuis 2014 du canton d'Ailly-sur-Somme
Pour l'élection des députés, elle fait partie de la première circonscription de la Somme.

### Intercommunalité
La Chaussée-Tirancourt était membre de la communauté de communes de l'Ouest d'Amiens, un établissement public de coopération intercommunale (EPCI) à fiscalité propre créé en 1993 et auquel la commune avait transféré un certain nombre de ses compétences, dans les conditions déterminées par le code général des collectivités territoriales.
Dans le cadre des dispositions de la loi portant nouvelle organisation territoriale de la République du 7 août 2015, qui prévoit que les établissements publics de coopération intercommunale (EPCI) à fiscalité propre doivent avoir un minimum de 15 000 habitants, cette intercommunalité a fusionné avec sa voisine pour former, le 1er janvier 2017, la communauté de communes Nièvre et Somme, dont est désormais membre la commune.

### Liste des maires
| Période                                  | Période                       | Identité                                      | Étiquette | Qualité |
| ---------------------------------------- | ----------------------------- | --------------------------------------------- | --------- | --- |
| Les données manquantes sont à compléter. |                               |                                               |           | |
|                                          |                               |                                               |           | |
| 1790                                     |                               | Pierre Charles Paschal Thuillier de Monrefuge |           | Ancien officier, Propriétaire exploitant dans la section de La Chaussée Électeur à l'assemblée générale des trois ordres pour le bailliage d'Amiens Administrateur du département de la Somme, membre du directoire (1790-1792) |
|                                          |                               |                                               |           | |
| juin 1800                                | 1834                          | Pierre Charles Paschal Thuillier de Monrefuge |           | Propriétaire exploitant dans la section de La Chaussée Électeur à l'assemblée générale des trois ordres pour le bailliage d'Amiens Électeur dans la liste des 600 contribuables les plus imposés du département de la Somme de l'an XI Électeur dans la liste des 550 contribuables les plus imposés du département de 1810 Conseiller d'arrondissement de Picquigny (1811 → 1830). |
| décembre 1834                            | août 1848                     | Adolphe Francqueville                         |           | Garde du corps et officier de la garde royale. Propriétaire (Fortune évaluée en revenus à 15 000 FRF) |
|                                          |                               |                                               |           | |
| mars 1983                                | mars 2001                     | André Sehet,                                  | PCF       | Instituteur puis directeur de l'école de la Chaussée-Tirancourt retraité Député suppléant de Maxime Gremetz(1997 → 2007) Chevalier dans l'Ordre national du mérite Officier des Palmes académiques |
| mars 2001                                | En cours (au 11 janvier 2024) | Philippe François                             | PCF       | Vice-président de la CC Nièvre et Somme (2017 → ) Réélu pour le mandat 2020-2026, |

## Équipements et services publics

### Enseignement
L'école primaire publique André-Sehet compte 55 élèves à la rentrée 2017-2018.
Dans le cadre de la journée intergénérationnelle, l'école ouvre ses portes aux aînés du village pour des ateliers communs liés à la cantine

## Population et société

### Démographie
L'évolution du nombre d'habitants est connue à travers les recensements de la population effectués dans la commune depuis 1793. Pour les communes de moins de 10 000 habitants, une enquête de recensement portant sur toute la population est réalisée tous les cinq ans, les populations de référence des années intermédiaires étant quant à elles estimées par interpolation ou extrapolation. Pour la commune, le premier recensement exhaustif entrant dans le cadre du nouveau dispositif a été réalisé en 2006.

En 2022, la commune comptait 693 habitants, en évolution de +5,16 % par rapport à 2016 (Somme : −1,26 %, France hors Mayotte : +2,11 %).
| 1793 | 1800 | 1806 | 1821 | 1831 | 1836 | 1841 | 1846 | 1851 |
| ---- | ---- | ---- | ---- | ---- | ---- | ---- | ---- | ---- |
| 743  | 784  | 830  | 839  | 878  | 858  | 892  | 930  | 954  |

| 1856 | 1861 | 1866 | 1872 | 1876 | 1881 | 1886 | 1891 | 1896 |
| ---- | ---- | ---- | ---- | ---- | ---- | ---- | ---- | ---- |
| 942  | 872  | 830  | 800  | 714  | 699  | 650  | 605  | 611  |

| 1901 | 1906 | 1911 | 1921 | 1926 | 1931 | 1936 | 1946 | 1954 |
| ---- | ---- | ---- | ---- | ---- | ---- | ---- | ---- | ---- |
| 565  | 526  | 509  | 499  | 503  | 465  | 431  | 412  | 402  |

| 1962 | 1968 | 1975 | 1982 | 1990 | 1999 | 2006 | 2011 | 2016 |
| ---- | ---- | ---- | ---- | ---- | ---- | ---- | ---- | ---- |
| 397  | 480  | 581  | 645  | 673  | 687  | 662  | 660  | 659  |

| 2021 | 2022 | - | - | - | - | - | - | - |
| ---- | ---- | - | - | - | - | - | - | - |
| 679  | 693  | - | - | - | - | - | - | - |

## Culture locale et patrimoine

### Parc de Samara
Le parc de Samara avec le Camp César, consacré à l'archéologie et à la nature, se trouve sur le territoire de la commune.

### Église Saint-Martin
Elle a fait l'objet de travaux importants dès 1730 mais paraît bien antérieure. Ses deux séries de cinq vitraux sont dédiées aux mystères joyeux et aux mystères glorieux. Ils ont été réalisés par les ateliers Cagnard d'Amiens.

### Chapelle du cimetière communal
La chapelle du cimetière, en pierre, du XVIe siècle. Primitivement dédiée à la Vierge, elle renferme une peinture de l'Ecce Homo de 1579,.

### Grand marais de La Chaussée
Partie intégrante des Marais et tourbières des vallées de la Somme et de l'Avre, le marais communal de La Chaussée constitue un vaste secteur marécageux (~ 70 ha), essentiellement composé de roselières et de prairies humides. Il héberge le busard des roseaux, la gorgebleue à miroir, le butor étoilé... qu'il est possible d'observer grâce à un parcours spécifique. Une dizaine de plantes protégées a été répertoriée parmi lesquelles : l'Ache rampante, la Gesse des marais et la Pédiculaire des marais, toutes deux menacées d'extinction.

### Marais de Tirancourt
Le Marais de Tirancourt s'étend sur le territoire des communes de La Chaussée-Tirancourt, Ailly-sur-Somme et Breilly ; il est voisin du Parc de Samara. Le site qui a gardé un caractère sauvage, abrite une diversité de milieux et plusieurs espèces animales et végétales typiques des marais tourbeux alcalins dont la renoncule Grande douve, espèce protégée de plus d'un mètre de haut.

### Vallée d'Acon
L'Acon est un modeste affluent de la Somme, sa vallée d'Acon offre un paysage d'une grande diversité : prairie humide et mares ; sur la rive gauche on trouve le larris, coteau calcaire avec une végétation d'herbes rases et des buissons.
La flore du marais se compose de :
- Populage des marais,
- Menthe aquatique.
- Salicaire se mêlent aux
- Patience des eaux...

La flore du larris est composée de :
- orchidées (Orchis moucheron, Orchis homme-pendu...)

La faune de la prairie se compose de :
- micro-organismes,
- insectes,
- batraciens,
- oiseaux.

La faune du larris se compose de :
- criquets,
- sauterelles,
- papillons...

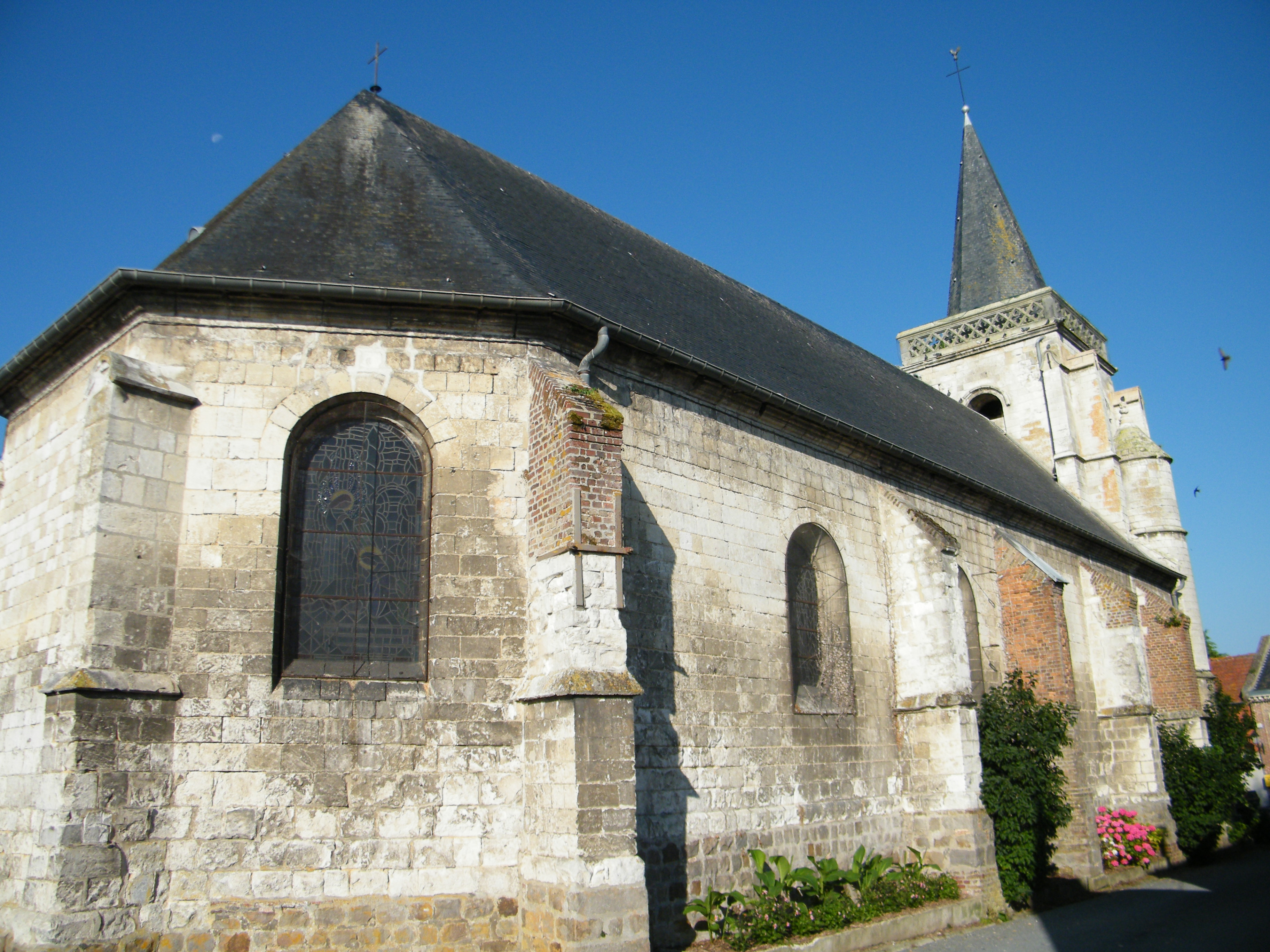
Saint-Martin.
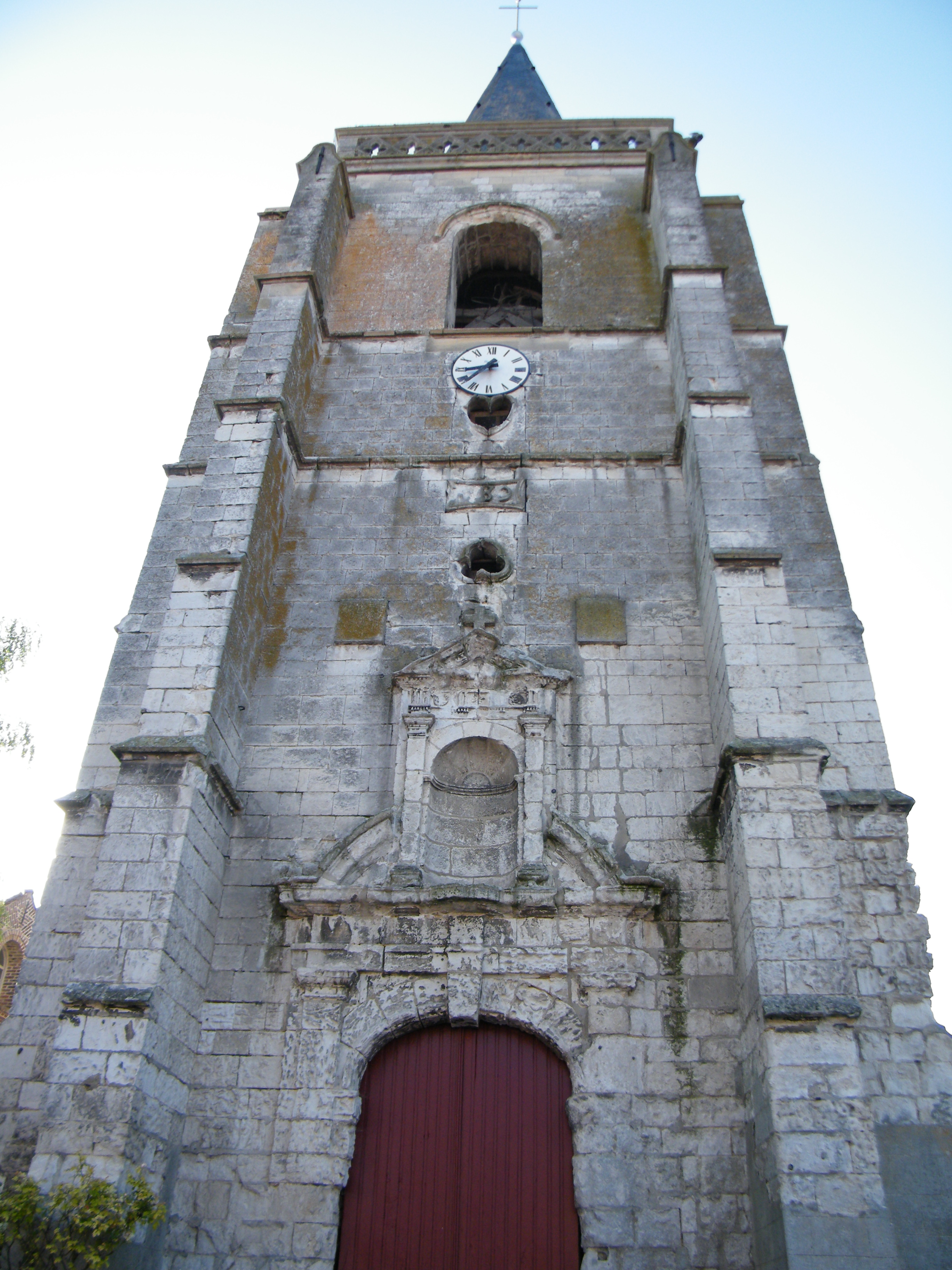
Clocher de Saint-Martin.
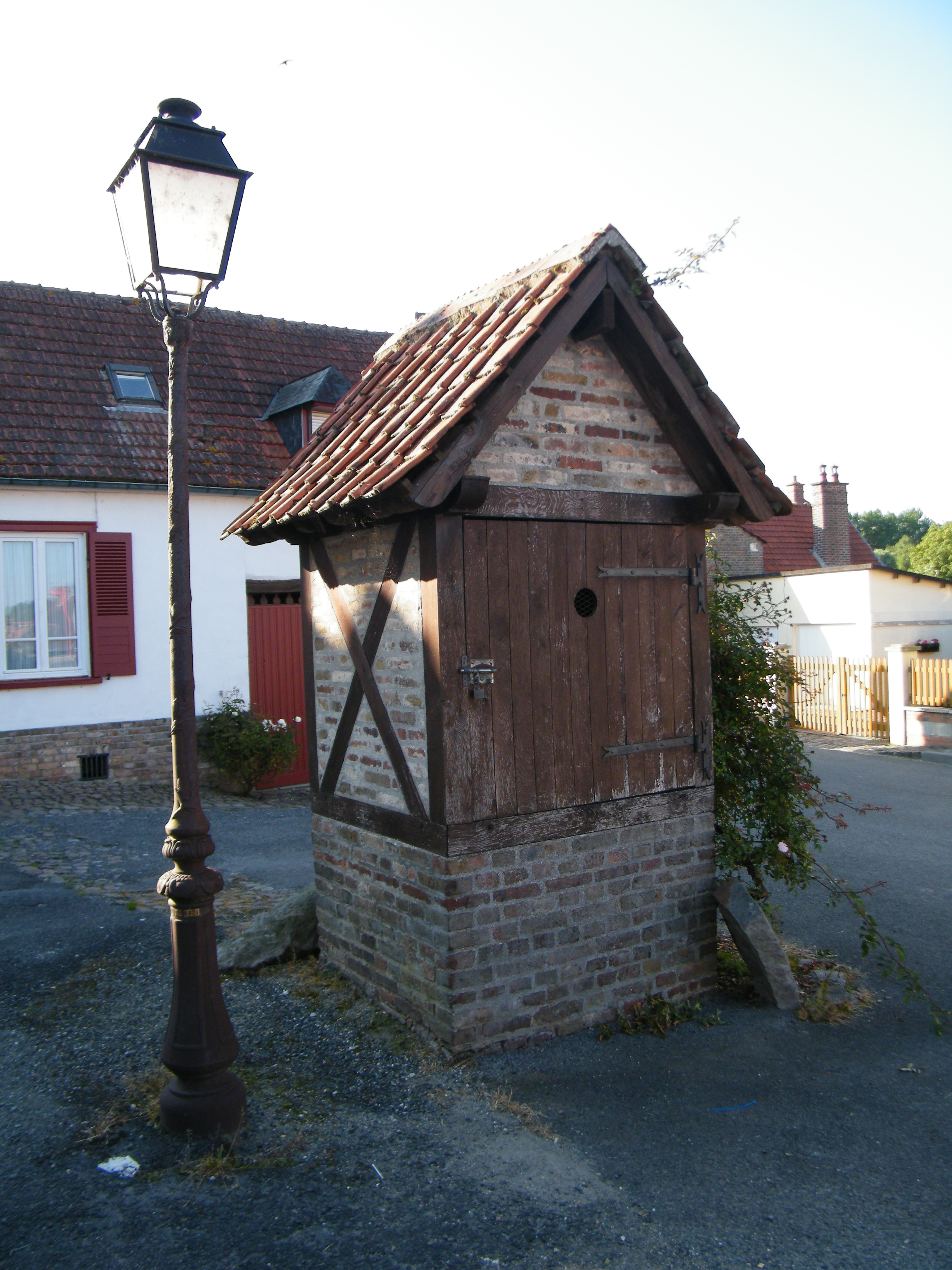
Petit patrimoine.
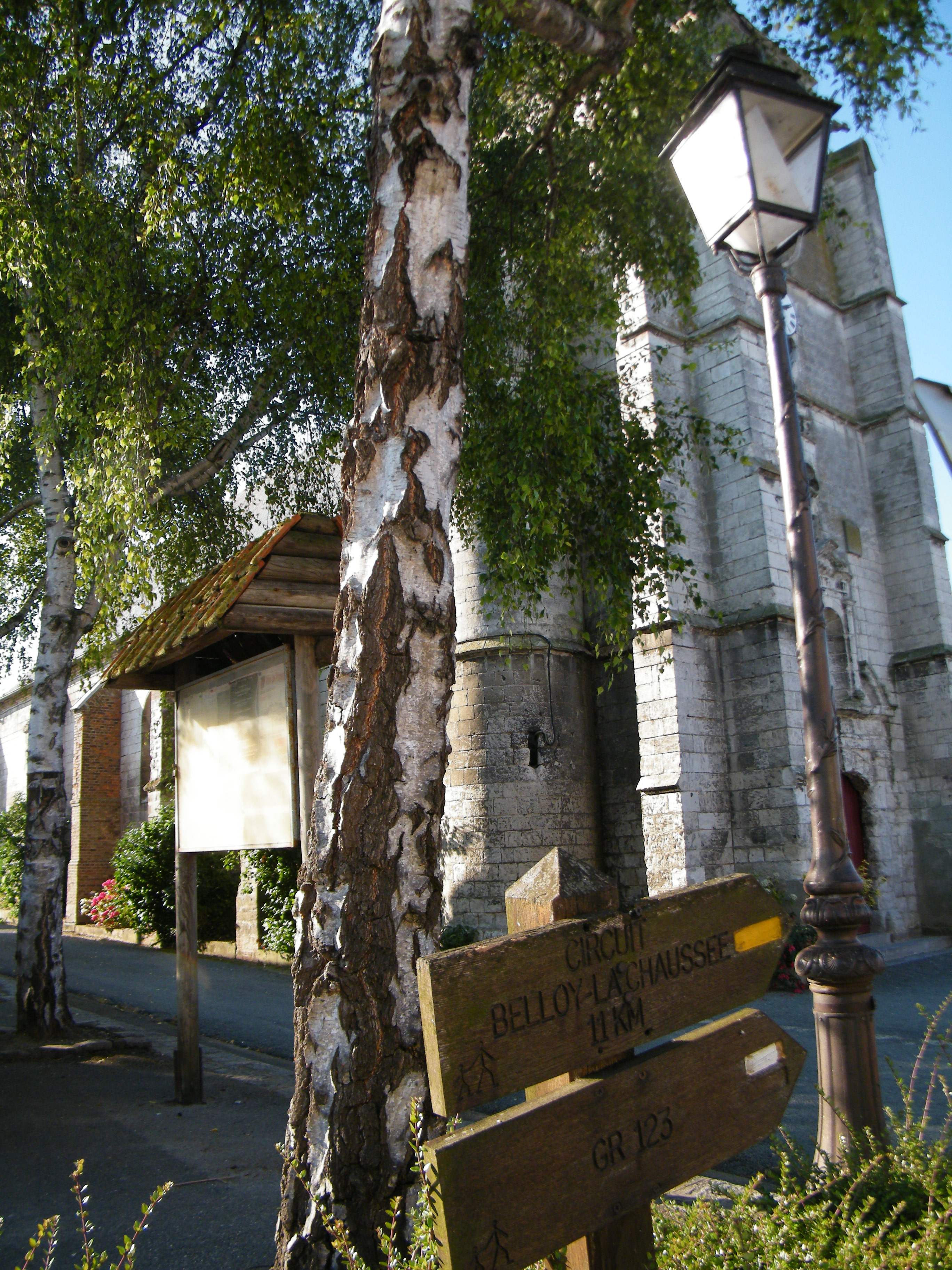
Invitation à la randonnée.

### Personnalités liées à la commune
- Henri de Francqueville (1898-1944), maire du village, tué le jour de la Libération, le 1er septembre[50], une rue du village porte son nom.
- André Sehet, ancien maire, a rédigé l'histoire communale[21].
- Marc Fasquel (1947-1986), criminel français, y est né.

### Héraldique
| Blason de La Chaussée-Tirancourt | Blason  | D'azur au pélican d'argent sur son aire du même.                                                                                    |
| Blason de La Chaussée-Tirancourt | Détails | Le blason est inspiré des armes présentes sur un sceau de Warin de La Chaussée, seigneur du village en 1247. Blason adopté en 1976. |

## Pour approfondir